# Goldene Kamera 1965
Premiile Goldene Kamera în 1965 s-au acordat în Hamburg.
| Goldene Kamera 1965                     |
| --------------------------------------- |
| Paul Verhoeven - Kardinal von Spanien   |
| Luitgard Im - Judith                    |
| Hans-Joachim Kulenkampff - „Hör zu“     |
| Inge Meysel - „Hör zu“                  |
| Egon Monk - Der Augenblick des Friedens |
| Georg Stefan Troller - Pariser Journal  |
| Heinz Haber - Unser blauer Planet       |
| Caterina Valente - regina muzelor       |
| Rainer Günzler - studioul sport         |
| Wim Thoelke - studioul sport            |
| Harry Valérien - studioul sport         |